# Holoplatys pedder
Holoplatys pedder is een spinnensoort uit de familie springspinnen (Salticidae). De soort komt voor in Tasmanië.